# Hogeschool voor de Kunsten Utrecht

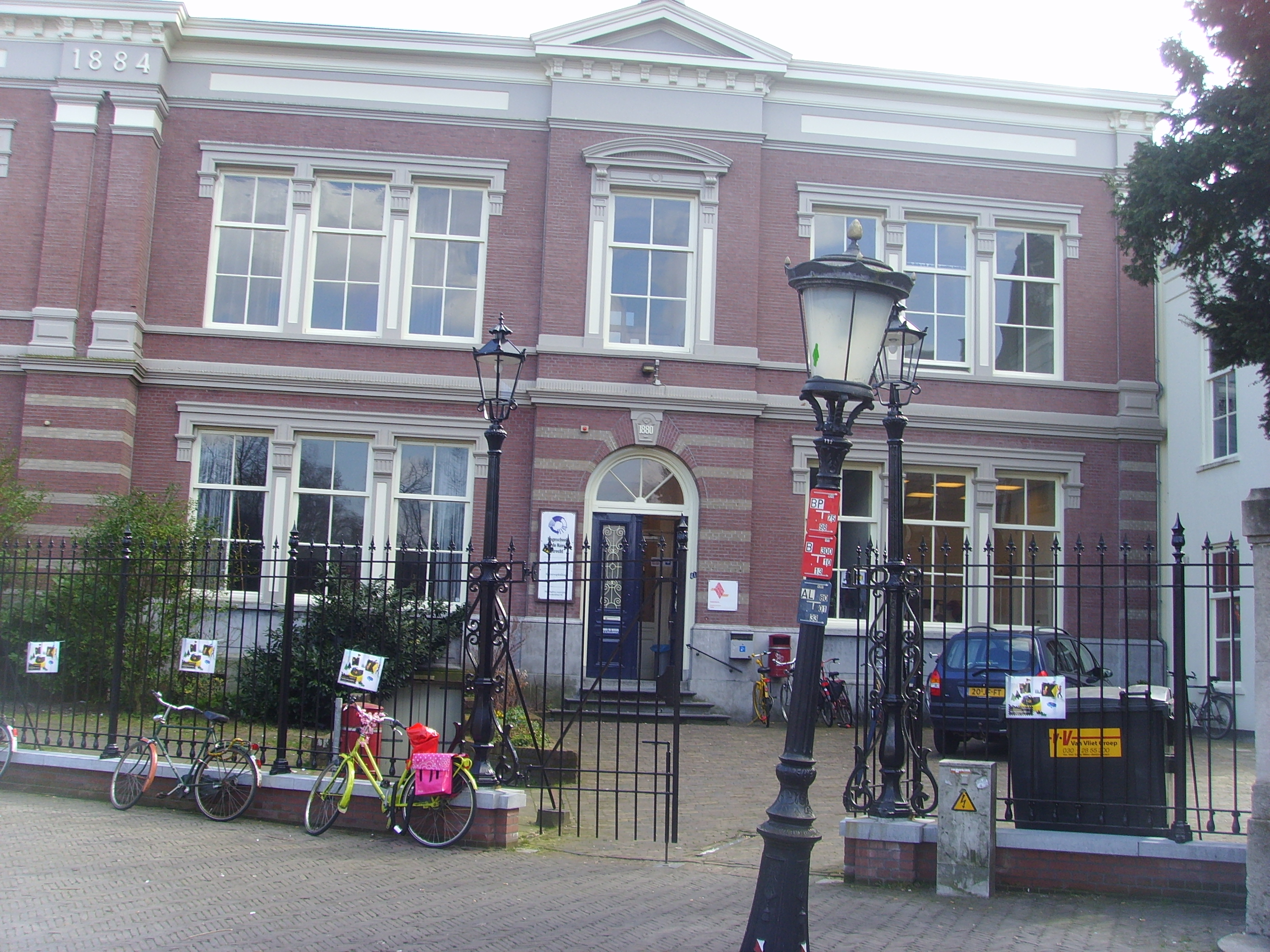
"HKU Theater" aan het Janskerkhof in Utrecht

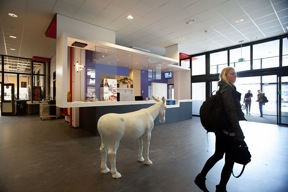
Entree van "HKU Media, HKU Design en HKU Beeldende Kunst" in Utrecht

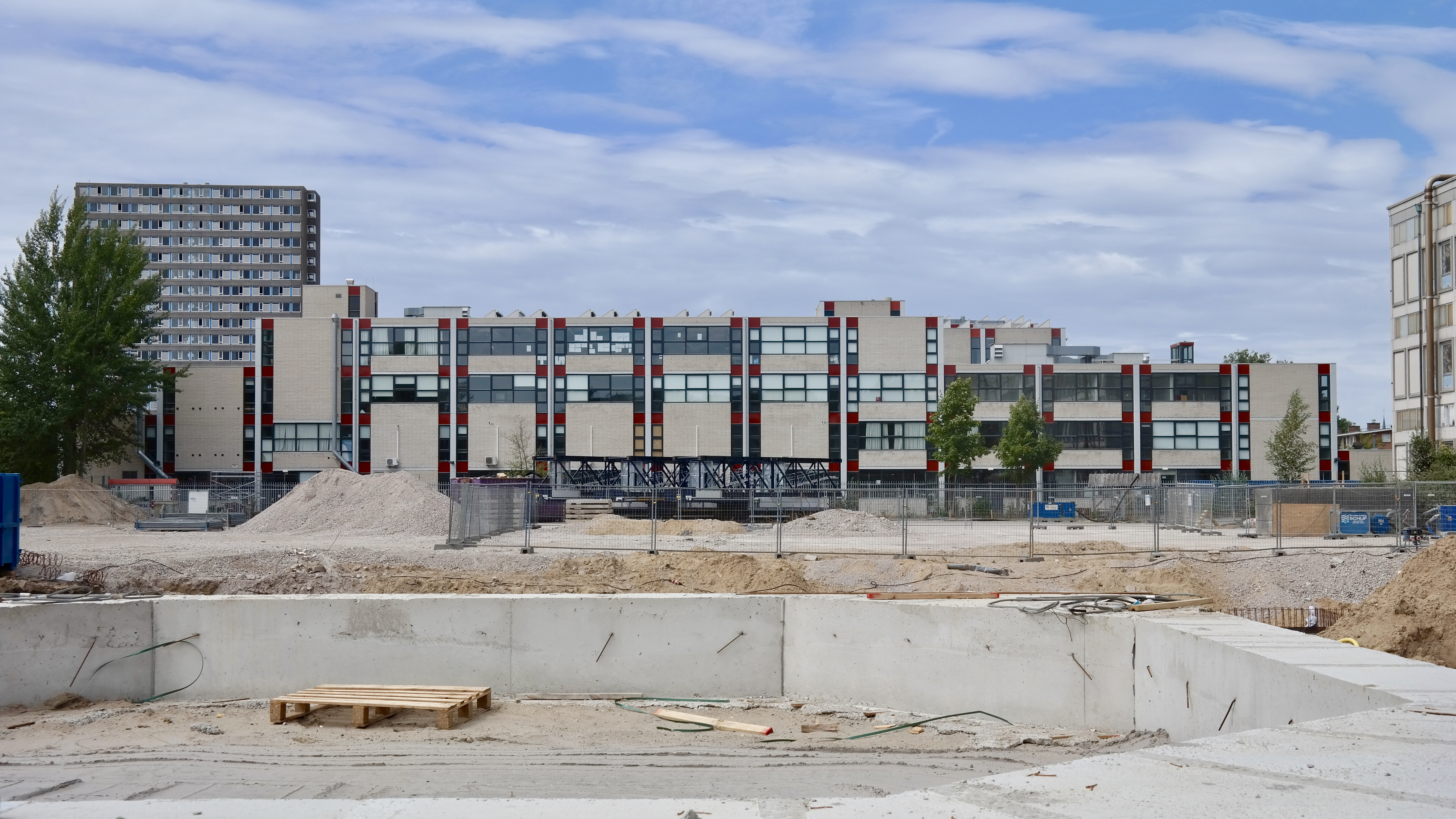
Gebouw van de HKU aan de Ina Boudier-Bakkerlaan in Utrecht

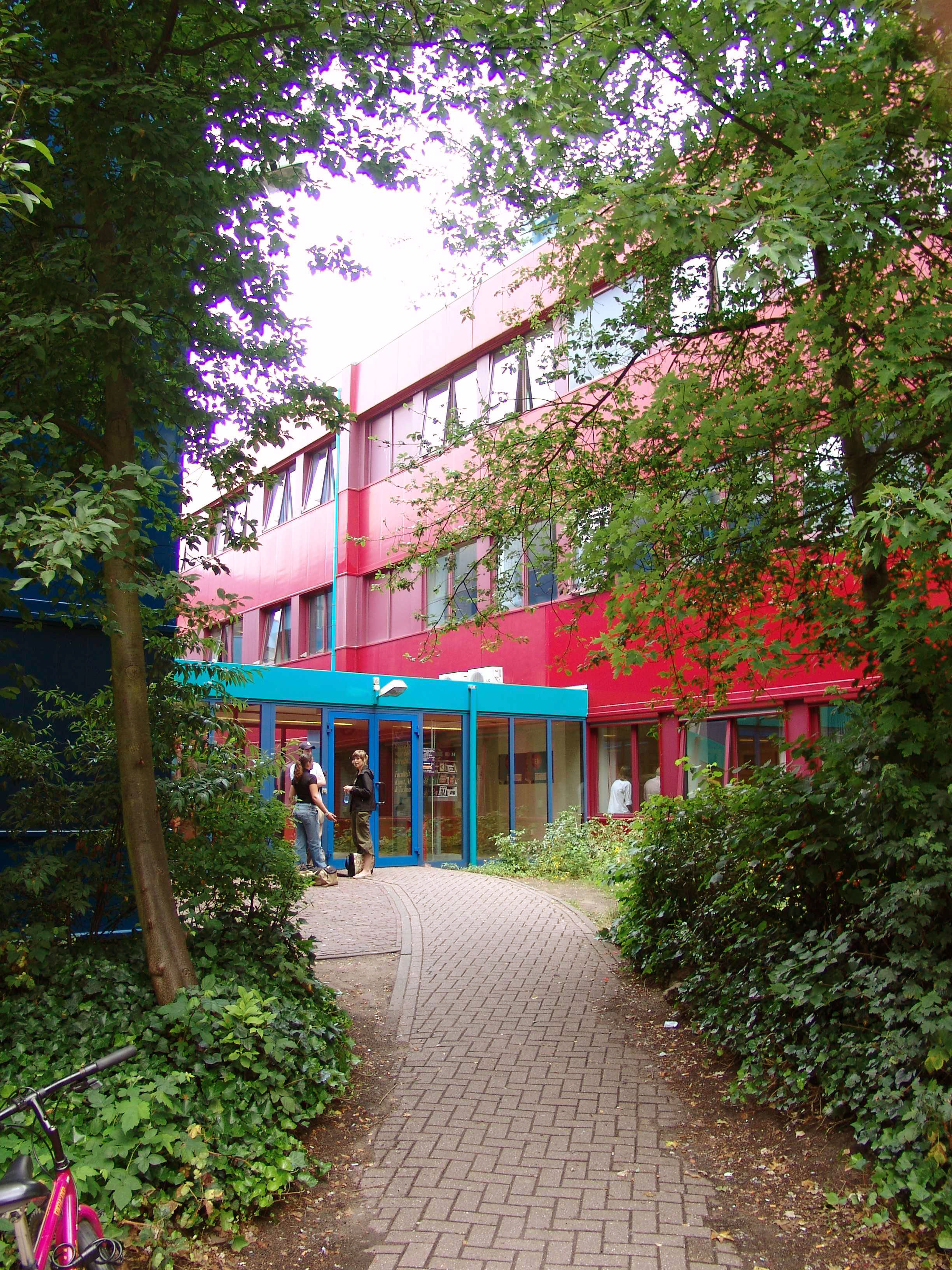
Ingang van voormalige locatie HKU Media, HKU Games en Interactie, HKU Muziek en Technologie in Hilversum

Hogeschool voor de Kunsten Utrecht (HKU) is een Nederlands opleidingsinstituut op het gebied van kunst en cultuur.

## Beschrijving
HKU is met bijna 4400 studenten niet alleen de grootste hogeschool voor de kunsten in Nederland, maar ook een van de grootste op kunst en cultuur gerichte opleidingsinstituten in Europa. HKU heeft vooropleidingen, Associate Degree opleidingen, bacheloropleidingen en post-hbo en masteropleidingen in de volgende richtingen: vormgeving, theater, muziek, beeldende kunst, games, kunst en economie, kunsteducatie en media. In totaal biedt HKU ruim 50 afstudeerrichtingen in deze disciplines aan. Een aantal opleidingen zijn uniek in Nederland, zoals de schrijfopleiding (gestart in 2001), de beiaardopleiding en de kunstmanagementopleidingen. Met het brede aanbod bestrijkt HKU eigenlijk het complete gebied van de kunsten met uitzondering van de dans.
HKU heeft vestigingen in Utrecht en Amersfoort. Onderzoek speelt al geruime tijd een belangrijke rol bij HKU. De school stelde in 1995 de eerste lectoraten in. De lectoraten doen onderzoek op het gebied van kunst en kunstgerelateerde gebieden. De rol van onderzoek groeit door de verschillende onderzoeksprojecten en masteropleidingen. Sinds 1999 heeft HKU banden met The Open University in Groot-Brittannië.
In het onderwijs aan HKU neemt projectonderwijs waarbij studenten in teams aan de slag gaan voor externe opdrachtgevers een prominente plaats in. Studenten van HKU kunnen op de school op de hoogte komen van de laatste ontwikkelingen en theorieën. De studenten zijn al vroeg in hun opleiding gewend om met en voor externe opdrachtgevers te werken. HKU heeft voor deze studenten en net afgestudeerde studenten verschillende ondernemerschapprogramma’s ontwikkeld.

## Schools
Wie het volgen van een bacheloropleiding overweegt aan HKU, maar nog niet helemaal zeker is, kan eerst een basis- of vooropleiding volgen. Het maakt studenten bewuster van het vak waar ze voor willen kiezen en het verhoogt de kansen bij de toelating. Het doel van het programma is dan ook om kandidaten voor te bereiden op het toelatingsexamen voor de propedeuse van de bacheloropleidingen. Verschillende schools van HKU bieden een dergelijke opleiding aan.
HKU biedt naast de associate degree- en bachelor-opleidingen ook diverse masteropleidingen aan. Nadat de student met een bacheloropleiding de vaardigheden van een vak beheerst kan hij aan HKU eventueel verder studeren. De masteropleidingen nodigen uit om op een meer theoretische wijze na te denken over het desbetreffende vakgebied.
De Master of Education in Arts (Master Kunsteducatie) leidt kunstvakdocenten, kunstenaars, kunstmanagers en CMV'ers op. Deze masteropleiding is bedoeld voor professionals in het bezit van een getuigschrift van een van de bachelor docentenopleidingen in het kunstvakonderwijs.
De Master Crossover Creativity biedt een leeromgeving voor ontwerpers, kunstenaars, developers, ingenieurs, ondernemers en creatieve professionals. Tijdens de masteropleiding wordt er aan creatieve oplossingen voor actuele vraagstukken gewerkt.
Het onderwijs wordt verzorgd binnen negen schools:
- HKU Beeldende Kunst
- HKU Creative Transformation
- HKU Design
- HKU Media
- HKU Games
- HKU Utrechts Conservatorium
- HKU Theater
- HKU Muziek en Technologie
- HKU Kunst en Economie

## Lectoraten en expertisecentra
Het onderzoeksbeleid is in 2013 onder de verantwoordelijkheid van het Expertisecentrum Onderzoek en Innovatie gebracht. Naast dit expertisecentrum is er nog het Expertisecentrum Educatie. Lectoraten zijn samenwerkingsverbanden tussen hogescholen, bedrijven, instellingen en kennisinstituten, bestaande uit een kenniskring en een lector, met als doel onder meer verbetering van de aansluiting van het onderwijs op de arbeidsmarkt, curriculumvernieuwing, professionalisering van docenten en versterking van de kenniscirculatie en kennisontwikkeling.
HKU verricht veel onderzoek op het gebied van kunst en daaraan gerelateerde gebieden. De rol van onderzoek binnen HKU wordt steeds groter, zowel door onderzoeksprojecten als door opleidingen op masterniveau.

## Geschiedenis
Aan de HKU hebben ten grondslag gelegen kunstopleidingen in Utrecht, Amersfoort en Hilversum, waaronder
- De Academie voor Beeldende Kunsten Utrecht, die op haar beurt weer is voortgekomen uit de Academie voor Beeldende Kunsten Artibus;
- De Akademie voor Expressie door Woord en Gebaar te Utrecht;
- Het Utrechts Conservatorium;
- De Academie voor Beeldende Vorming Amersfoort;
- De Nederlandse Beiaardschool te Amersfoort;
- Nederlands Instituut voor Kerkmuziek in 1978 voortgekomen uit o.a. het Nederlands Instituut voor Katholieke Kerkmuziek.

### Tijdlijn
- 1875 oprichting van het Utrechts Conservatorium als Toonkunst-Muziekschool;
- 1938 oprichting van de Vereniging Stichts Genootschap Artibus;[2]
- 1953 oprichting Beiaardschool Amersfoort;
- midden jaren zestig 20e eeuw afsplitsing Academie voor Beeldende Vorming Amersfoort van Middeloo;
- 1984 fusie van de Academie voor Beeldende Kunsten Utrecht (studierichtingen mode-, textiel- en theatervormgeving, architectonische, omgevings- en monumentale vormgevig, toegepaste grafische vormgeving, vrije grafiek en schilderen) met de Academie voor Beeldende Vorming Amersfoort;
- 1986 besturenfusie van het Utrechts Conservatorium, de Akademie voor Expessie, de Akademie voor Beeldende Kunsten Utrecht, het Nederlands Instituut voor Kerkmuziek en de Beiaardschool uit Amersfoort in de Stichting Hogeschool voor de Kunsten Utrecht;
- 1988 gereedkomen gebouw aan de Ina Boudier Bakkerlaan 50 te Utrecht;
- sinds 1991 maken HKU-studenten de animaties voor de kennisquiz Twee voor twaalf.

## Bekende alumni
- Najib Amhali
- Pascal van Assendelft
- Barry Atsma
- Ard de Block
- Henze Boekhout
- Erik-Jan de Boer
- Audrey Bolder
- Marian Boyer
- Evelien Bosch
- Sigrid Braam
- Dennis Braunsdorf
- Marlies Cordia
- Oerd van Cuijlenborg
- Alex Debicki
- Floortje Dessing
- Saskia Diesing
- Leo Dijkgraaf
- Fleur van Dissel
- Don Duyns
- Jetske van den Elsen
- Sharelly Emanuelson
- Harry Emmery
- Rolf van Eijk
- Martijn Fischer
- Torre Florim
- Jacco Gardner
- Harm van Geel
- Michiel Geijskes
- Esther Gerritsen
- Paolo Giacometti
- Elke Geurts
- Roger Goudsmit
- Gérard Grassère
- Wouter Hamel
- Anna van 't Hek
- Hanneke Hendrix
- Ilse Heus
- Martyn van den Hoek
- Valentijn Hoogenkamp
- Martin Hoondert
- Dick Hoogendoorn
- Rob Hornstra
- Esther ter Horst
- Krisztián Horváth
- Janine Jansen
- Tim Kamps
- Jon Karthaus
- René van Kempen
- Remy van Kesteren
- Kees de Kort
- Tjitse Leemhuis
- Henk Lemckert
- Tom Löwenthal
- Tessel van der Lugt
- Jan van Luijn
- Michiel Mensingh
- M.J.A. Mol
- Yelena Myshko
- Greg Nottrot
- Herman Otten
- Cees van der Pluijm
- Purno de Purno
- Tamara Rumiantsev
- Raymi Sambo
- Noël van Santen
- Jeffrey Spalburg
- Margje Teeuwen
- Hans Tutert
- Richard Veenstra
- Diddo Velema
- Emmy Verhey
- Lies Visschedijk
- Jaco van der Waal
- Victoria Warmerdam
- Sunna Wehrmeijer
- Maaike Widdershoven
- Herman Witkam
- Barbara Woof